# Федимус камчатский
Федимус камчатский, также Живучник камчатский, Очиток камчатский (лат. Phedimus kamtschaticus) — многолетнее травянистое растение, вид рода Федимус (Phedimus) семейства Толстянковые (Crassulaceae). Произрастает в восточной России, северо-восточном Китая, Корее и Японии. Выращивается как декоративное растение в Европе и США.

## Таксономия
Видовой эпитет — от латинского kamtschaticus, относящийся к происхождению с Камчатки.

## Описание
Федимус камчатский — многолетнее травянистое суккулентное растение, образующее кластеры. Корневище толстое, деревянистое и разветвлённое. Стебли растут в основном прямо, 15–40 см в высоту, могут иметь небольшие шишки. Листья растут либо по одному вдоль стебля, либо парами, реже группами по три. Листья узкие и ложкообразные или широкие и овальные, размером 2,5–7 см в длину и 0,5–3 см в ширину. Основание каждого листа узкое. Края около вершины могут иметь небольшие, округлые или острые зубцы. Кончик листа тупой или округлый. Листва полувечнозеленая, в основном опадает зимой.
Цветки звёздчатой формы, появляются в начале лета на самом конце стебля. Маленькие зелёные чашелистики 3–4 мм, узкие и имеют широкое основание с тупым кончиком. Лепестки жёлтые, 6–8 мм, узкие и заострённые, с заметным гребнем, проходящим вдоль нижней стороны.
Цветок содержит 10 тычинок, которые немного короче лепестков, с оранжевыми пыльниками. У основания цветка есть небольшие нектарные железы. Плодолистики вертикальные, примерно такой же длины, как лепестки или немного короче, с небольшой выпуклостью на внутренней стороне и срощены у основания. Плоды — листовки, которые разрастаются в звездообразном горизонтальном узоре. Плоды становятся красновато-коричневыми осенью. Семена мелкие коричневые овальные.

Федимус камчатский (Phedimus kamtschaticus)
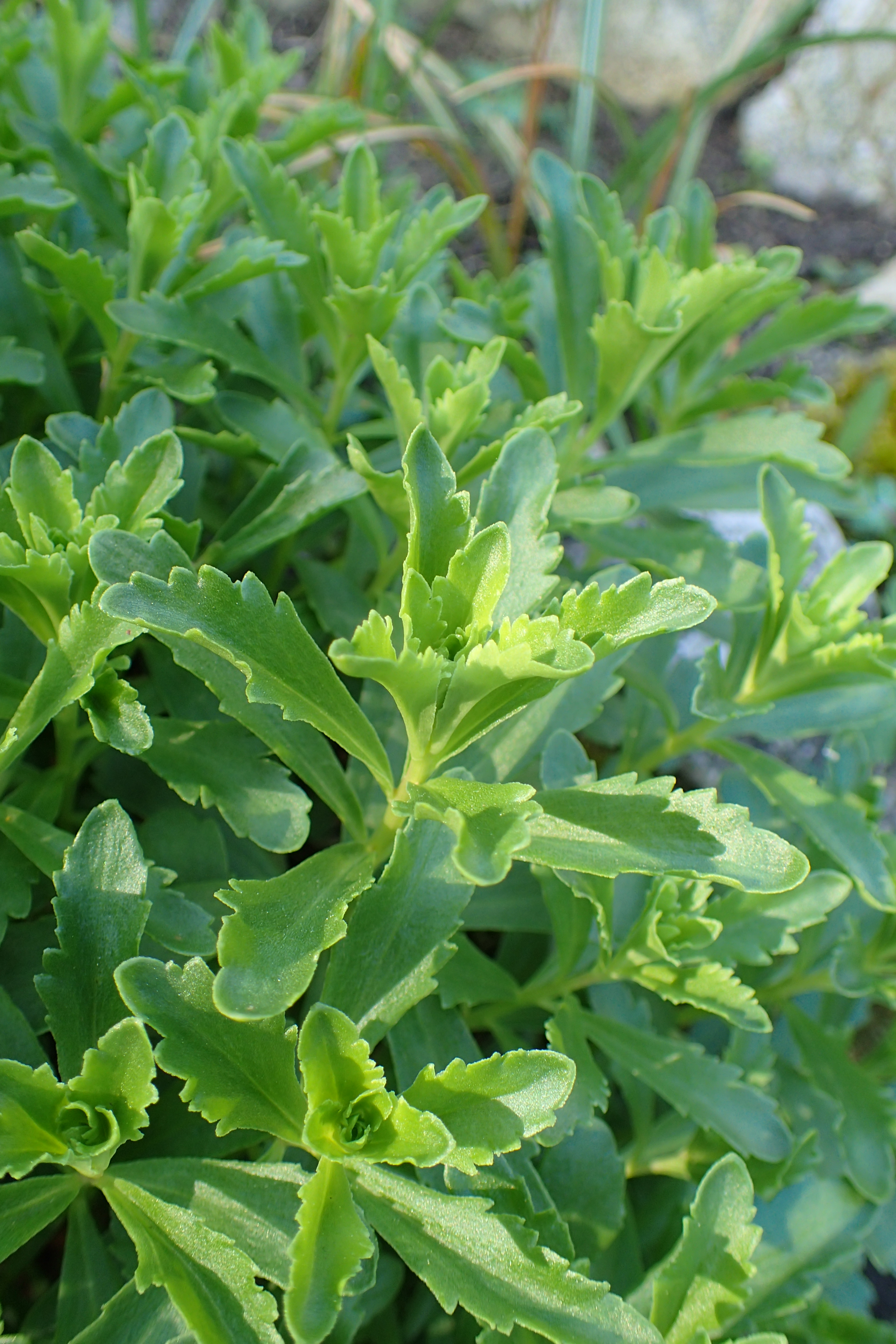
Листва
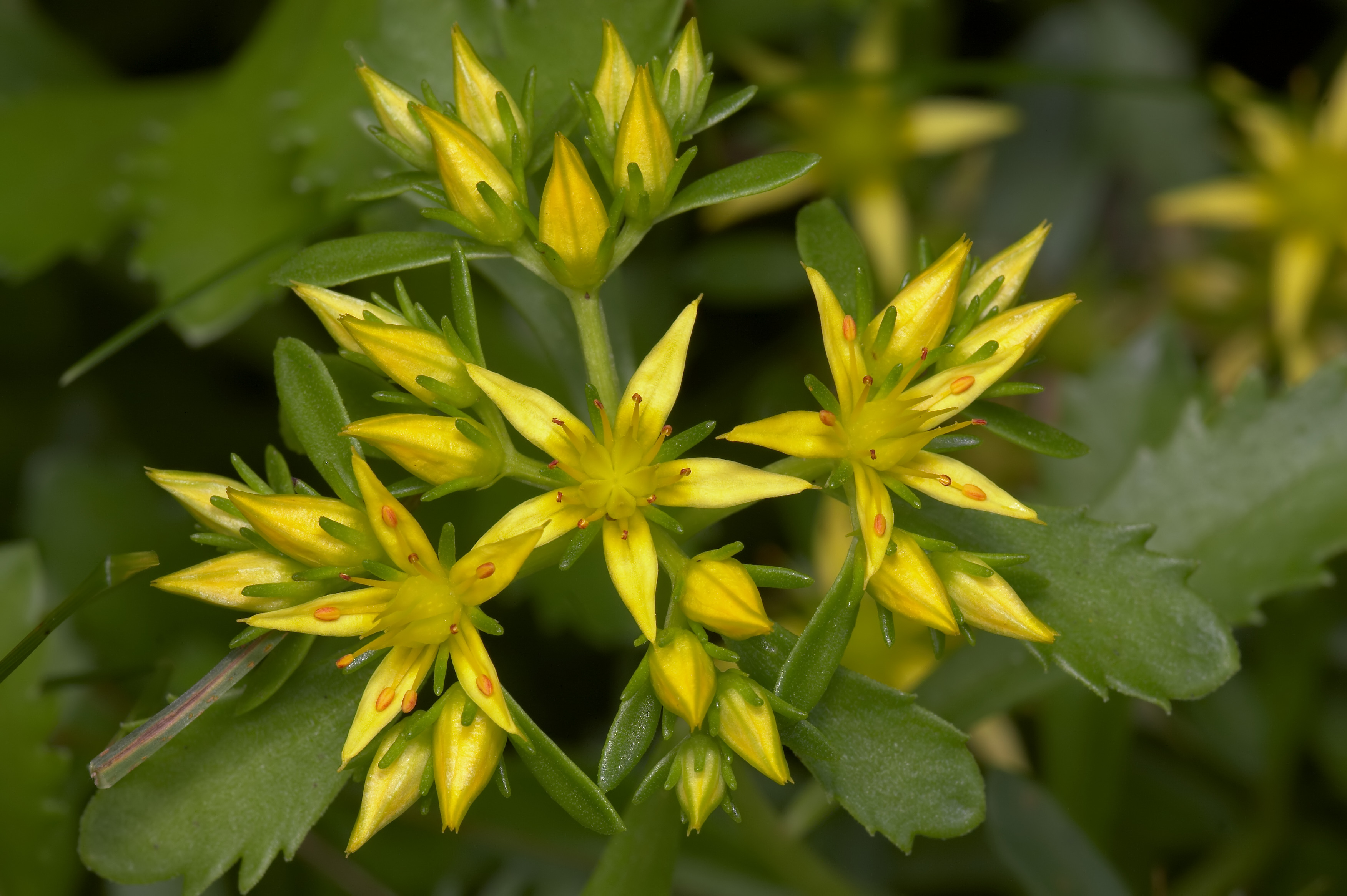
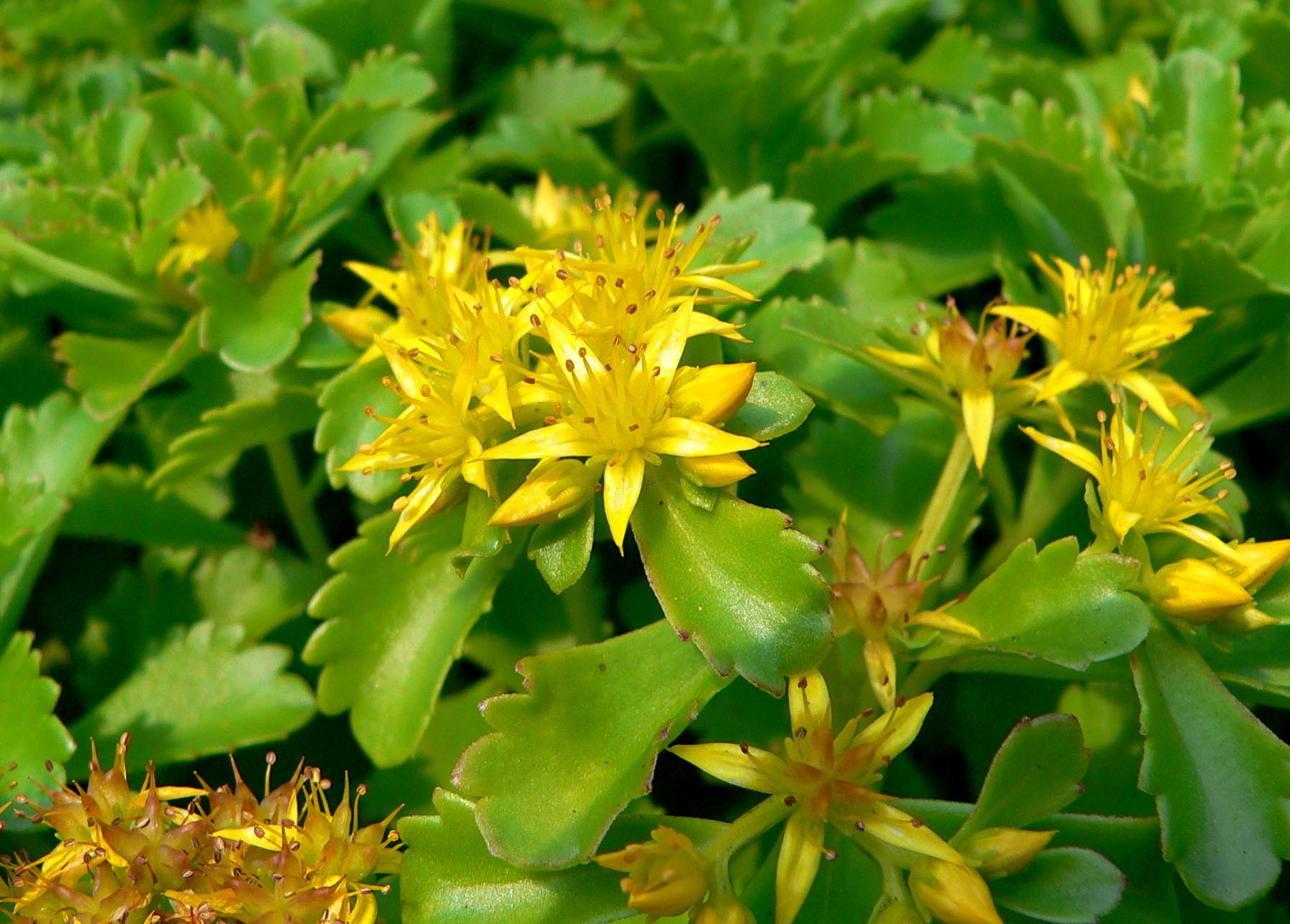
Соцветие
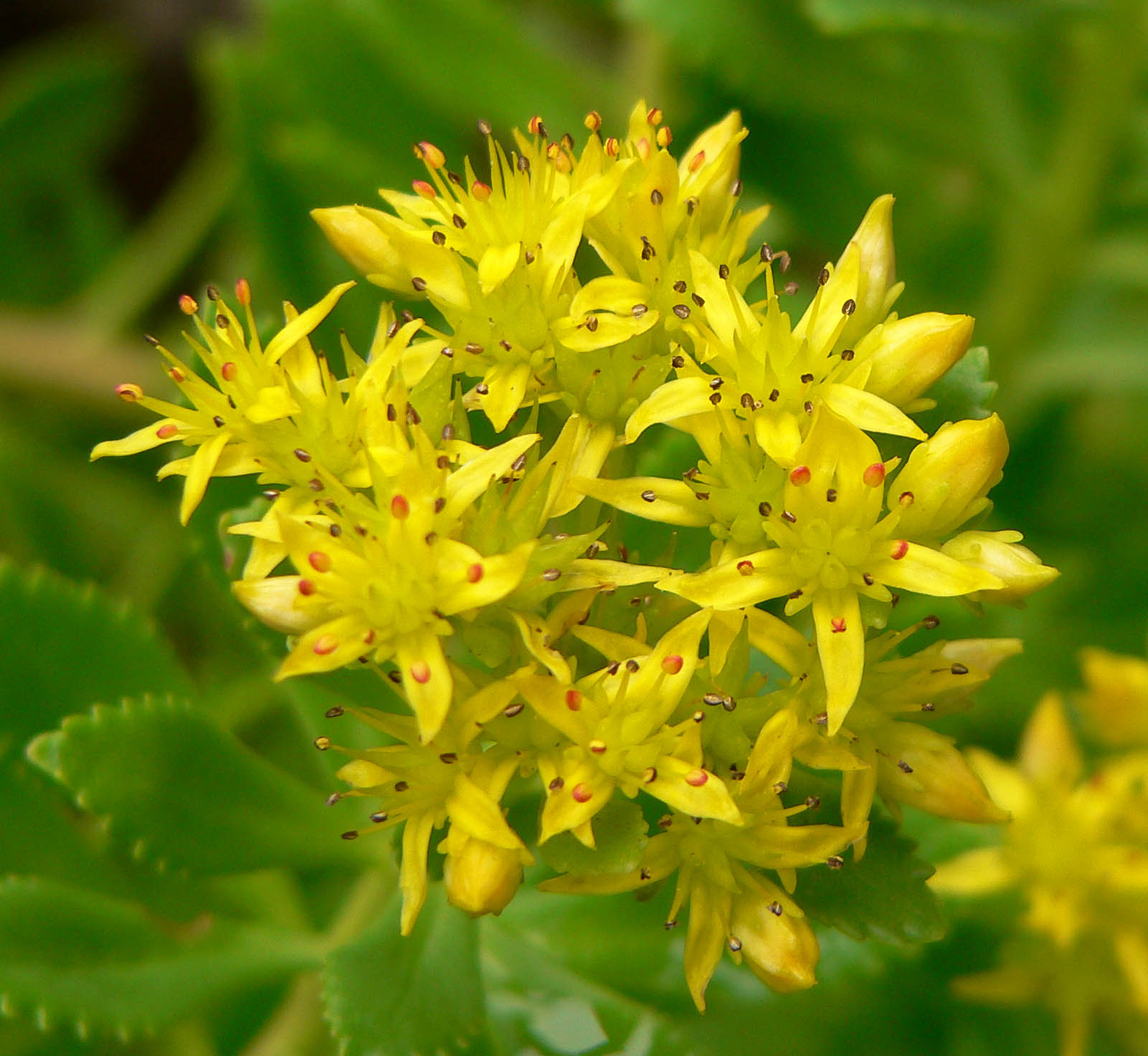
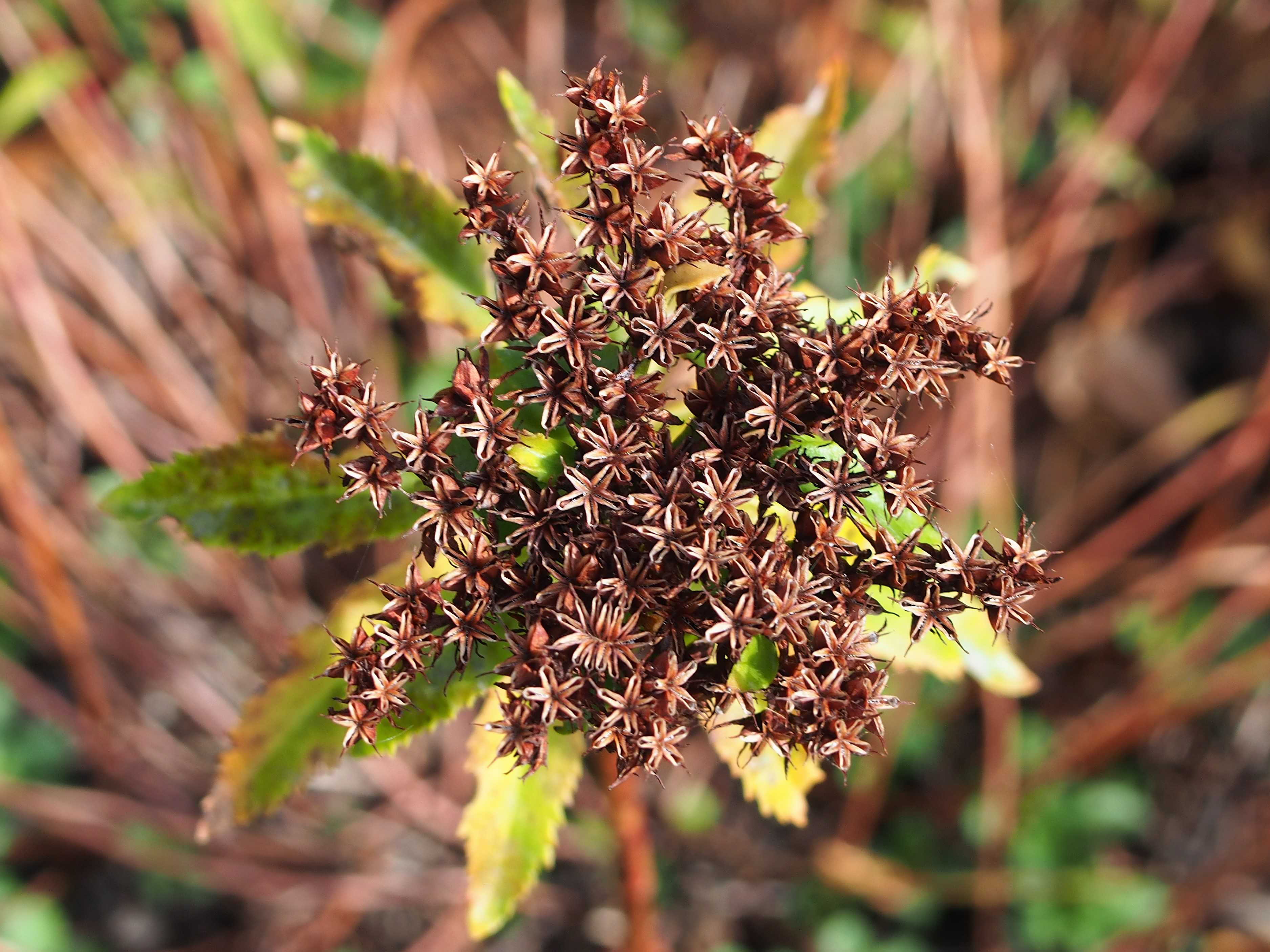
Плоды

## Ареал и местообитание
Растёт на каменистых склонах на высоте от 600 до 1800 м над уровнем моря. Федимус камчатский распространён в нескольких провинциях на севере Китая, таких как Хэбэй, Хэйлунцзян, Гирин, Ляонин и Внутренняя Монголия. За пределами Китая он также встречается в Японии, Корее и России. В России этот вид встречается в широком ареале, включая Амурскую область, Камчатку, Хабаровский край, Курильские острова, Магаданскую область, Приморский край, Сахалин и Якутию.

## Культивирование
Phedimus kamtschaticus был завезен в американский штат Нью-Йорк, Норвегию, Германию, Австрию и Прибалтику. Кроме этого этот вид иногда сохраняется как выброшенное садовое растение, появляясь вдоль обочин дорог, железнодорожных насыпей. Иногда распространяется самосевом. Первое задокументированное появление в дикой природе как инвазивное произошло в 1981 году в Слеп-Хит, Дорсет. Хотя его распространение неоднородно, данные показывают, что вид становится все более распространённым.
Этот вид легко выращивается в хорошо дренируемой почве с умеренной или низкой влажностью и полным солнечным светом. Хорошо адаптируется к песчаной или каменистой почве, выдерживает жару и условия с недостатком питательных веществ. Необходим хороший дренаж. Переносит гораздо больше влаги в почве, чем другие виды рода, но менее засухоустойчив. Как правило его выращивают в контейнерах и в каменных садах, но его также выращивают как почвопокровное растение и для озеленения крыш.
Под своим синонимом Sedum kamtschaticum вид получил премию Королевского садоводческого общества Award of Garden Merit. Кроме того, предполагаемый сорт Sedum kamtschaticum var. ellacombeanum и сорт 'Variegatum' также получили эту награду. Сорт 'Weihenstephaner Gold' особенно популярен среди коммерческих производителей. Все сорта имеют жёлтые цветки, но цветки 'Weihenstaphaner Gold' приобретают розовые тона по мере старения.

Сорта P. kamtschaticus
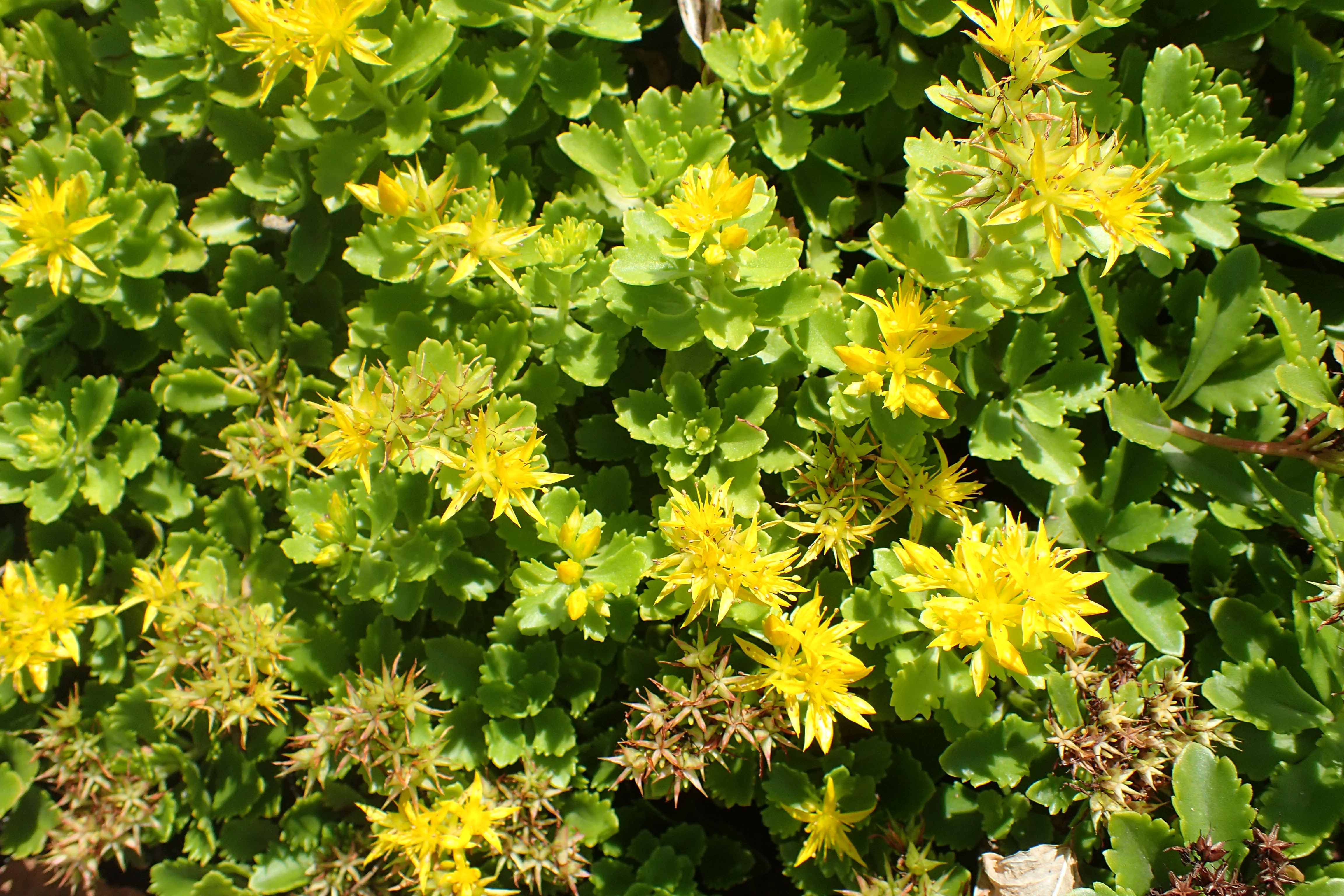
P. kamtschaticus var. ellacombianum
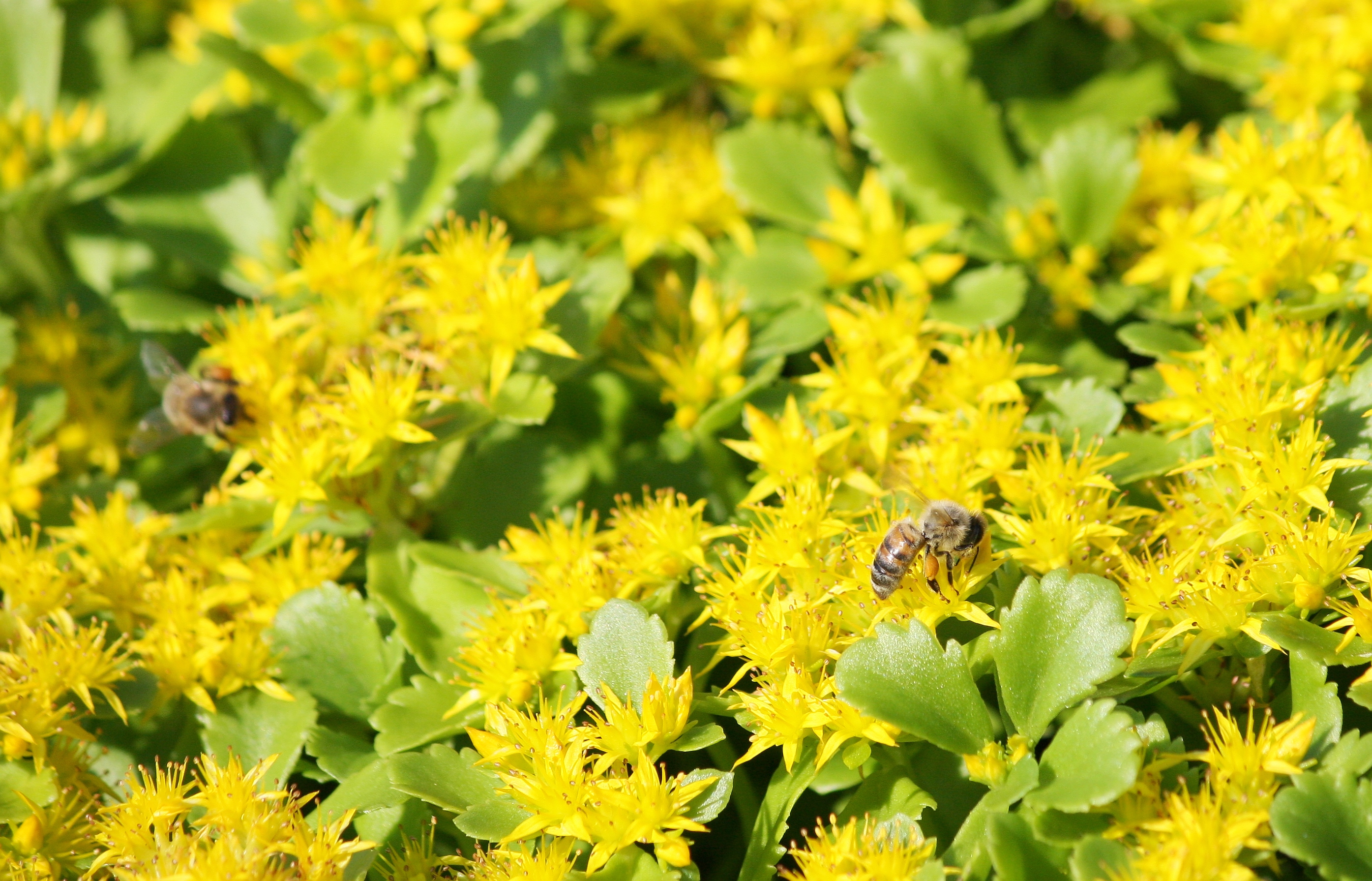
Сорт 'Weihenstephaner Gold'
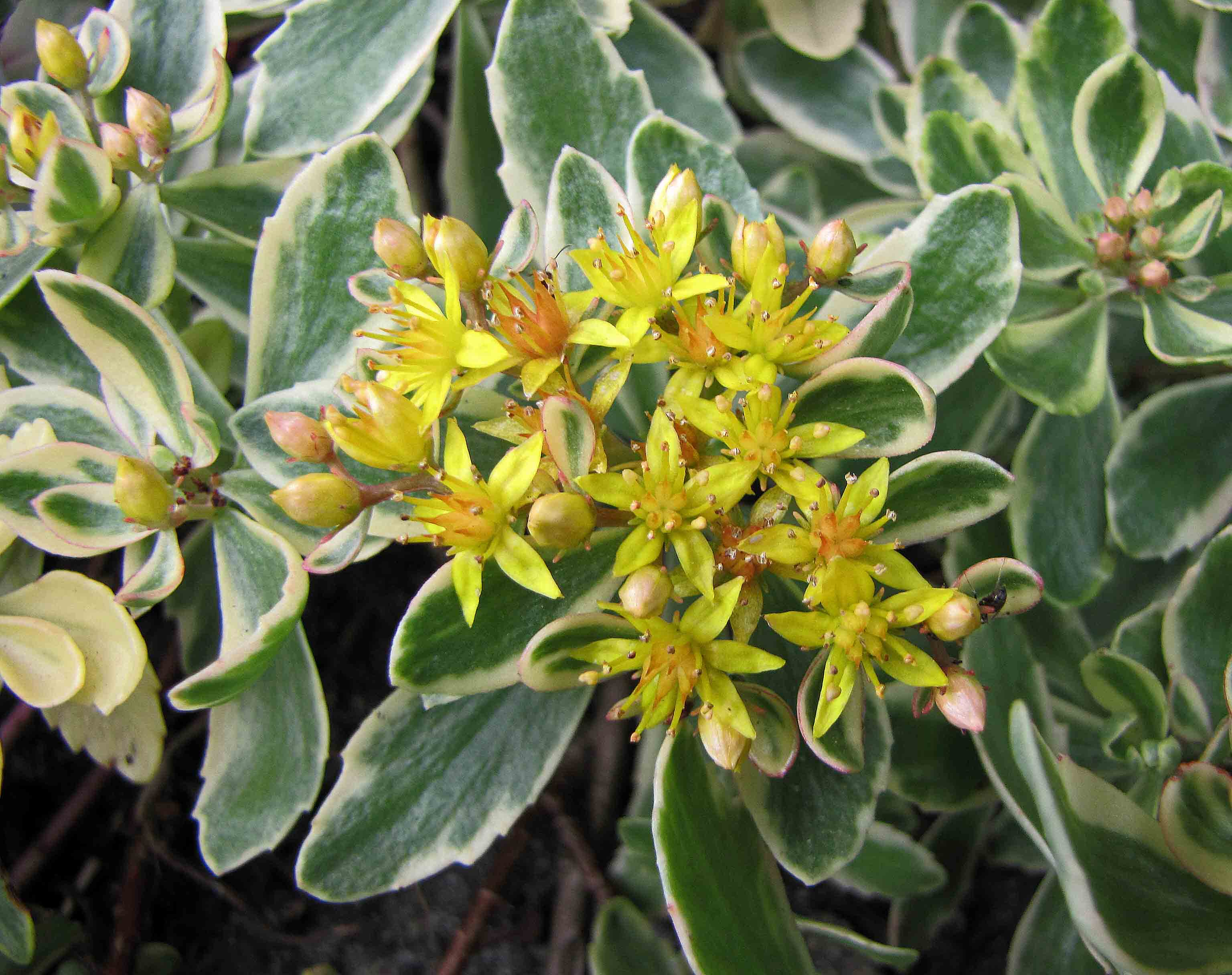
Сорт 'Variegatum'
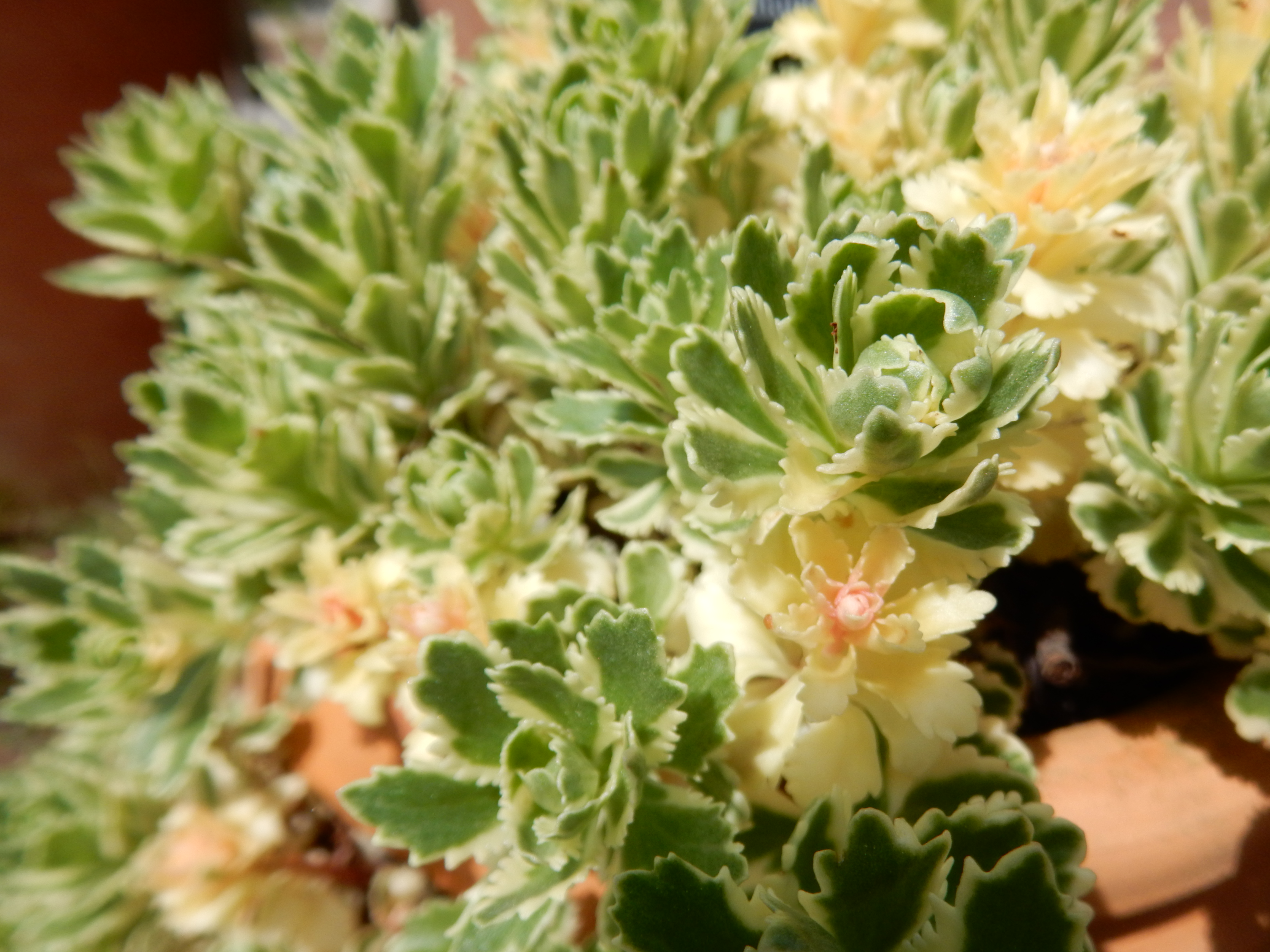
Сорт 'Atlantis' ('Nonsitnal')

## Использование
Федимус камчатский съедобен. Молодые листья и стебли можно готовить. В китайской фитотерапии свежеизмельчённое растение прикладывают к ранам, ожогам, укусам змей или другим травмам для облегчения боли, уменьшения отека и улучшения кровотока. 